# Nissan NV250

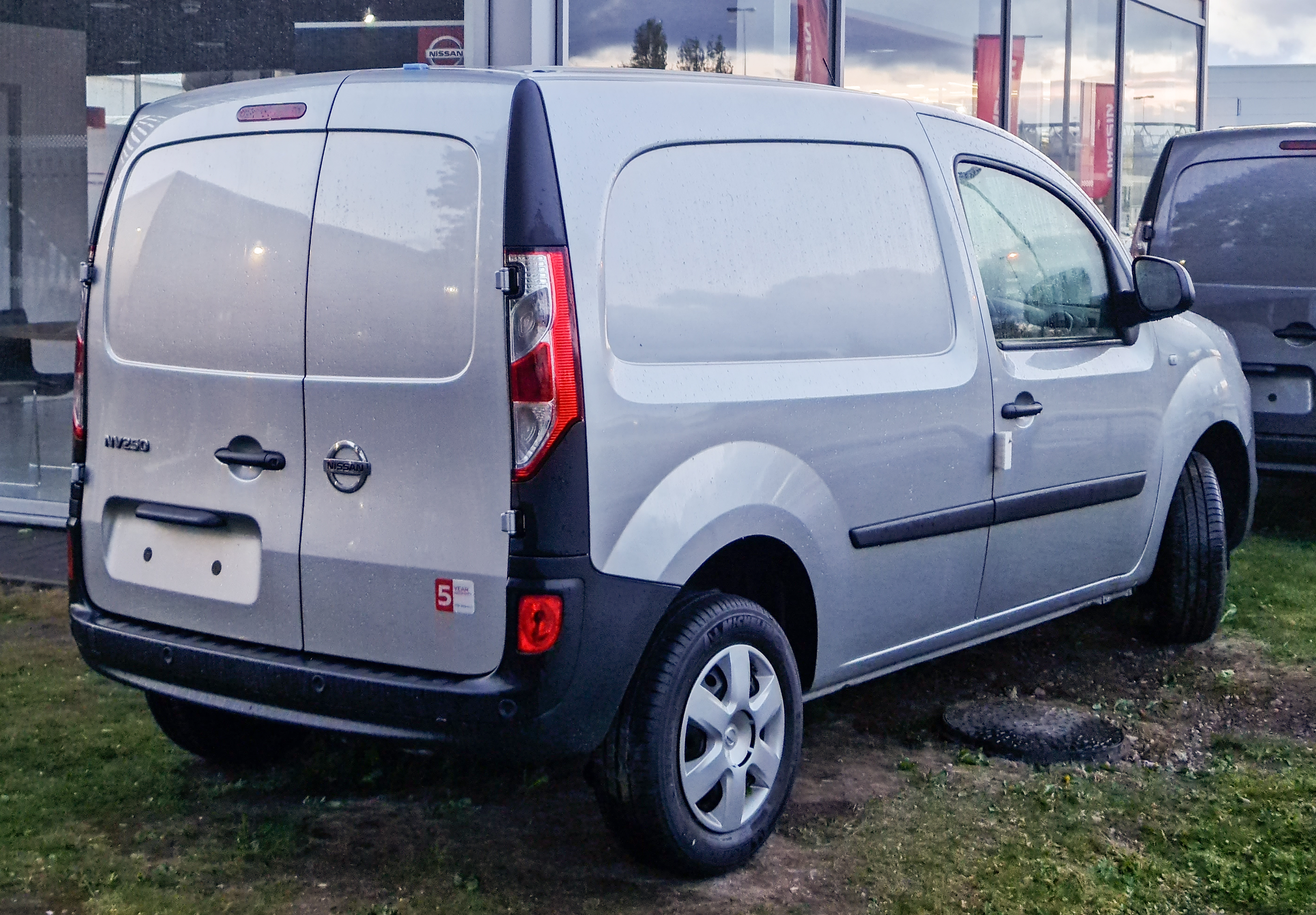
Вид сзади

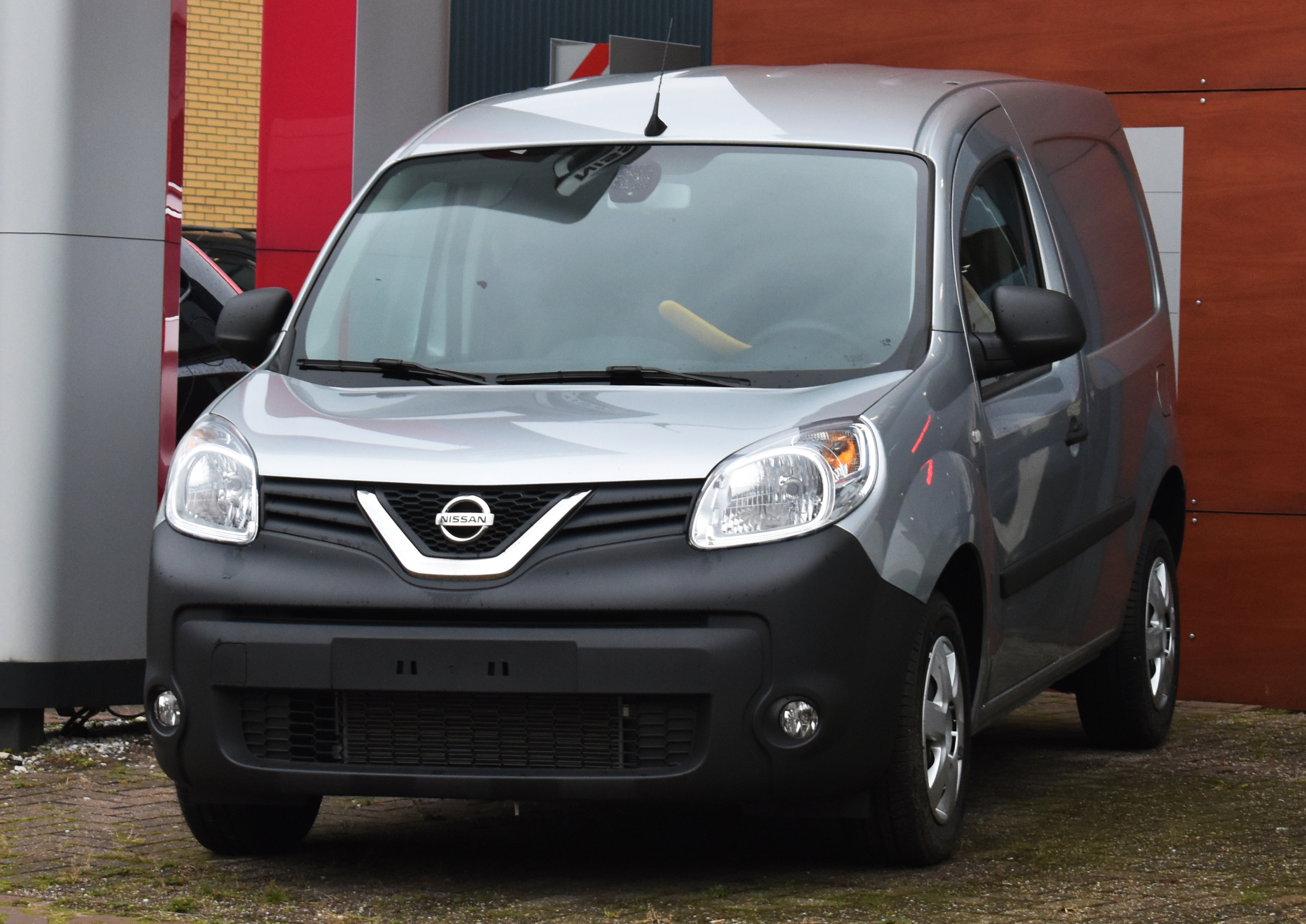
Вид спереди

Nissan NV250 — автомобиль многоцелевого назначения, выпускающийся Nissan Motor Company с 2019 по 2021 год. Являлся производной моделью от Renault Kangoo второго поколения. 

## История
Автомобиль Nissan NV250 впервые был представлен в мае 2019 года. В отличие от базовой модели Renault Kangoo, автомобиль использовал V-образную радиаторную решётку. Продажи автомобиля осуществлялись с декабря 2019 по 2021 год.
За всю историю производства автомобиль оснащался двигателем внутреннего сгорания Renault 1.5 dCi мощностью 80, 95 и 115 лошадиных сил.

## Продажи
| Год  | Продано |
| ---- | ------- |
| 2019 | 3561    |
| 2020 | 2282    |
| 2021 | 4475    |